# Czerniaków (singel)
Czerniaków - singel/EP Lao Che z albumu Powstanie Warszawskie.

## Lista utworów
1. Czerniaków (Alternate Version)
2. Groźba
3. Astrolog (Alternate Version)
4. Ludzie Wschodu (cover zespołu Siekiera)